# Martin Breidenbach
Martin Breidenbach (* 10. Oktober 1943 in New York City) ist ein US-amerikanischer experimenteller Teilchenphysiker.
Breidenbach studierte am Massachusetts Institute of Technology mit dem Bachelor-Abschluss 1965 und der Promotion 1970. Seine Dissertation war im Rahmen des ersten tiefinelastischen Elektron-Proton Streuexperiments am SLAC von Henry W. Kendall, Jerome I. Friedman und Richard E. Taylor (die dafür den Nobelpreis erhielten). 1971/72 war er am CERN (Split Field Magnet Group am ISR). Danach war er wieder am SLAC, wo er an den Experimenten von Burton Richter am SPEAR Speicherring beteiligt war, die neue Charmonium Zustände fanden. Er war wesentlich am Bau des Stanford Linear Collider (SLC) beteiligt, dessen Entwicklung 1980 startete (Kontrollsystem des SLC, Design des SLD Detektors). 1984 war er mit Charles Baltay Ko-Sprecher des SLD. Bis zur Einstellung 1998 wurden dort präzise Bestimmungen der Parameter der elektroschwachen Wechselwirkung durchgeführt. 1989 wurde er Professor am SLAC.
Er ist auch am Next Linear Collider Projekt des SLAC beteiligt, der zugunsten einer Beteiligung am International Linear Collider aufgegeben wurde.
2000 erhielt er den Panofsky-Preis. Er ist Fellow der American Physical Society.